# Glied (Militär)
Militärisch bezeichnet Glied die Aufstellung einer Anzahl Fußleute oder Reiter in einer Linie nebeneinander, so dass die einzelnen Leute sich berühren können (Fühlung haben) oder nur ein geringer Zwischenraum (eine Handbreite) zwischen den Nebenleuten bleibt.
Man unterscheidet die engere geschlossene Stellung von der offenen Stellung mit größerem Abstand zwischen den Soldaten. Im Gegensatz dazu bezeichnen die Begriffe „Rotte“ die quer nebeneinander und „Reihe“ die hintereinander stehenden Soldaten.
Der Gliederabstand ist der freie Raum zwischen den hintereinander stehenden Gliedern. Bei Fußtruppen ist er normalerweise so groß, dass bei ausgestrecktem Arm der Hintermann mit den Fingerspitzen die Schulter seines Vordermannes berührt (das sind etwa 45 cm bis 64 cm). Bei Märschen und ohne Tritt ausgeführten Bewegungen vergrößert sich der Gliederabstand auf etwa 80 cm. Bei Reitern beträgt er einen Schritt und kann zwischen 80 cm und 240 cm betragen.